# エルグ
エルグ(erg)は、CGS単位系における仕事・エネルギー・熱量の単位である。その名前は、ギリシャ語で「仕事」を意味する単語εργον(ergon)に由来する。
1エルグは、1ダイン(dyn)の力がその力の方向に物体を1センチメートル(cm)動かすときの仕事と定義されている（g·cm2/s2）。この定義において、ダインをニュートン(N, 1N = 105dyn)に、センチメートルをメートル(m, 1m = 102cm)に置き換えると、SIにおける仕事・エネルギーの単位であるジュール(J)になる。よって、1 J = 107 erg, 1 erg = 10−7 J となる。
エルグは非SI単位であり、同じ物理量のジュールの使用が推奨されている。

## 歴史
1864年、ルドルフ・クラウジウスによって、ギリシャ語のἐργον（ergon、エルゴン）をエネルギー、仕事、熱量の単位とすることが提案された。1873年、ジェームズ・クラーク・マクスウェルやウィリアム・トムソンらからなるイギリス科学振興協会が、センチメートル・グラム・秒を基本単位とするCGS単位系を提唱した。組立単位については「〇〇のCGS単位」(C.G.S. unit of ...)という名称を使用することを推奨し、エネルギーのCGS単位についてエルグ(erg)またはエルゴン(ergon)という固有の名称を使えることとした
。
1922年、化学者ウィリアム・ドレイパー・ハーキンズは、表面化学における分子の表面エネルギーを測定するのに便利な単位としてマイクリエルグ(micri-erg)を提案した。この単位は10−14エルグ、10−21ジュールに相当する。
国際単位系においては、MKS単位系における同じ物理量の単位であるジュールが採用され、エルグは非SI単位となった。ヨーロッパでは、1978年1月1日に欧州経済共同体がSIを導入する指令を発行し、エルグは有効な単位ではなくなった。日本においては、SIへの移行を目的として1993年11月1日に施行された新計量法において仕事・エネルギーの単位にはジュールを使用することが定められており、1995年10月1日以降は商取引などでのエルグの使用が禁止されている。

## 符号位置
| 記号 | Unicode | JIS X 0213 | 文字参照          | 名称   |
| ---- | ------- | ---------- | ----------------- | ------ |
| ㋍   | U+32CD  | -          | &#x32CD; &#13005; | エルグ |